# Mark Taylor (politiker)
Mark Fletcher Taylor, född 7 maj 1957 i Albany, Georgia, är en amerikansk demokratisk politiker. Han var viceguvernör i Georgia 1999–2007.
Taylor utexaminerades 1979 från Emory University och avlade 1982 juristexamen vid University of Georgia. Han blev först invald i Georgias senat år 1987 och omvaldes fem gånger. År 1998 blev han invald i viceguvernörsämbetet.
Taylor efterträdde 1999 Pierre Howard som viceguvernör och efterträddes 2007 av Casey Cagle. Taylor vann demokraternas primärval inför guvernörsvalet 2006 med 51% av rösterna. I själva guvernörsvalet förlorade han stort mot republikanen Sonny Perdue.